# Síň slávy českého stolního tenisu
Síň slávy českého stolního tenisu, též Síň slávy České asociace stolního tenisu, byla založena 3. srpna 2013 v Havlíčkově Brodě v KD Ostrov. Česká asociace stolního tenisu (ČAST) oceňuje vstupem do síně osobnosti, které se významnou měrou zasloužily o úspěchy či rozvoj českého stolního tenisu.

## Členové
K 30. listopadu 2017 měla síň slávy 27 členů:

### 2013
- Milan Orlowski
- Jindřich Panský
- Ilona Voštová-Motlíková
- Petr Korbel

### 2014
- Marie Hrachová
- Josef Dvořáček
- Vladimír Miko
- Jaroslav Staněk
- Jitka Nyklová-Karlíková
- Bohumil Váňa
- Marie Kettnerová
- Ivan Andreadis
- Stanislav Kolář
- Ludvík Vyhnanovský

### 2015
- Marta Lužová-Hejmová
- Eva Pokorná-Kroupová
- Eliška Krejčová-Fürstová
- Libuše Uhrová-Grafková
- Ladislav Štípek
- Vlasta Vlková-Depetrisová
- Věra Jakešová-Votrubcová
- Václav Tereba

### 2017
- Jaroslav Kunz
- Dana Dubinová-Bayerová
- Blanka Šilhánová-Přádová
- Květa Hrušková
- Adolf Šlár